# Carlo Vivarelli
Carlo Vivarelli (8. května 1919 Curych – 12. června 1986 Curych) byl švýcarský grafický designér.
Tvořil v širokém rozmezí od novinové reklamy po trojrozměrná výstavnická řešení. Jeho nejznámější prací je však značka firmy Electrolux, se kterou zvítězil v početně obeslané soutěži.
Patřil ke čtveřici grafiků, kteří v Curychu vydávali trojjazyčný časopis Neue Grafik – New Graphic Design – Graphisme actuel, který od roku 1958 přispíval k výsadnímu postavení „švýcarské školy“. Tento časopis se na rozdíl od mezinárodně orientovaného časopisu Graphis dominantně soustředil na domácí tvůrce. Mezi další vydavatele patřili Richard Paul Lohse, Hans Neuburg a Josef Müller-Brockmann.